# SACI-2

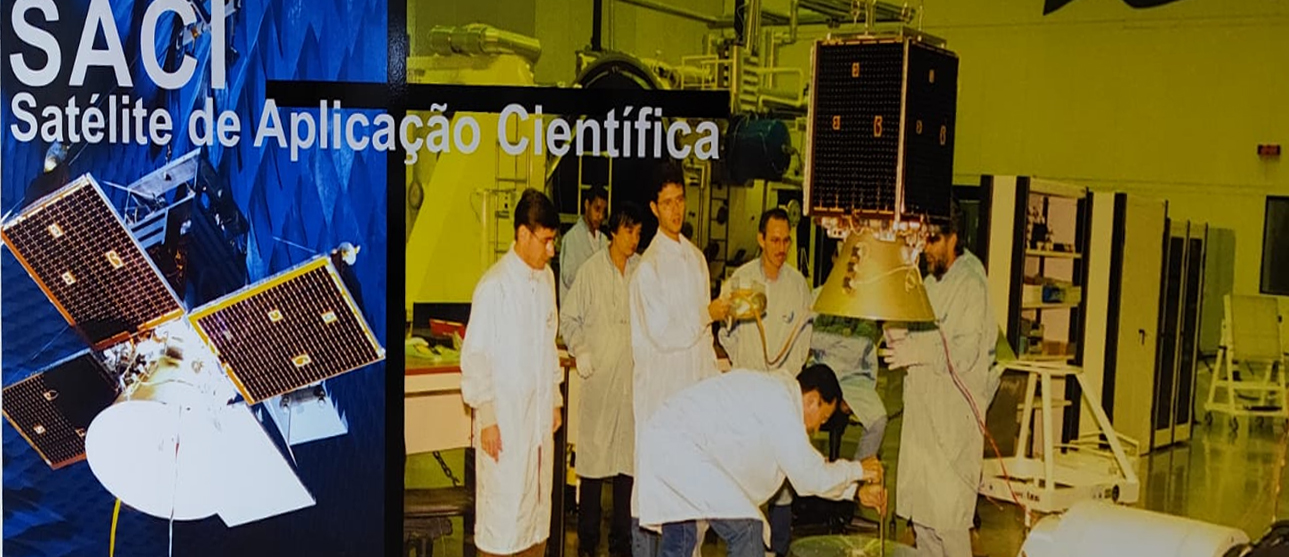
Photo du projet SACI-2.

Le SACI-2 était un satellite expérimental brésilien, conçu et construit par l'Institut national de recherches spatiales (INPE). Il a été lancé le 11 décembre 1999 depuis le Centre de lancement d'Alcântara, par la fusée brésilienne VLS-1 V02. En raison de l'échec de son deuxième étage, la fusée a dévié de sa trajectoire et a dû être détruite 3 minutes et 20 secondes après le lancement.
Le nom était officiellement un acronyme de Satélite de Aplicações CIentíficas (« Satellite d'applications scientifiques »), mais il était évidemment tiré du personnage Saci du folklore brésilien.

## Caractéristiques
Le satellite pesait environ 80 kg. C'était une boîte d'environ 60 cm de long et 40 cm carrés, avec une plaque de base circulaire et entourée d'un anneau métallique, tous deux d'environ 80 cm de diamètre. En plus d'être un banc d'essai technologique, il transportait quatre charges utiles scientifiques (PLASMEX, MAGNEX, OCRAS et PHOTO), d'un poids total de 10 kg, pour étudier les bulles de plasma dans le champ géomagnétique, la lueur de l'air et les flux de rayonnement cosmique anormaux. Il était censé faire le tour de la Terre sur une orbite circulaire à 750 km d'altitude, incliné à 17,5° de l'équateur.

## Réserve d'énergie
- Cellules solaires : Arséniure de gallium (AsGa)
- Dimensions : 3 panneaux de 57 cm x 44 cm
- Efficacité : 19%
- Puissance de sortie : 150 W
- Cellules de batterie au nickel-cadmium (NiCd)
- Tension : 1,4 V
- Capacité : 4,5 Ah
- Taux de contrôle à distance : 19,2 kbit / s
- Vitesse de transmission : 500 kbit / s
- Antennes de bord : 2 d'émission et 2 de réception, type Microstrip
- Télémétrie / télécommande de fréquence de fonctionnemen t: 2250 GHz / 2 028 GHz
- Antenne de réception dans le sol : 3,4 m de diamètre

Le satellite stabilisé par rotation transportait deux liaisons de communication en bande S (une liaison descendante de 2 W, 256 kbit / s et une liaison montante à 19,2 kbit / s) et un enregistreur de données à l'état solide de 48 Mo. Il aurait coûté entre 800 000 dollars US et 1,7 million de dollars US.